# Hội chứng sợ bóng tối

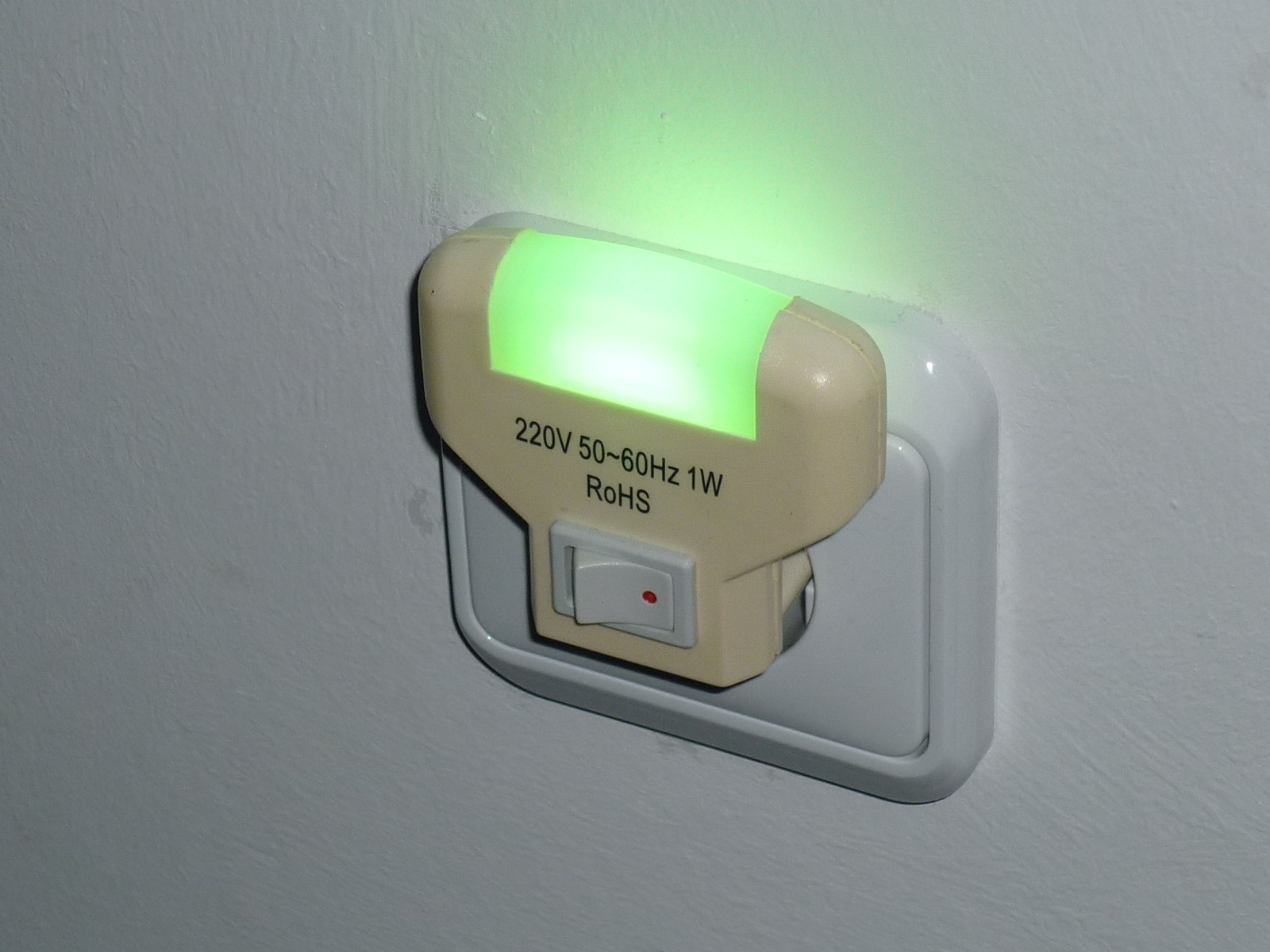
Đèn ngủ như thế này có thể được sử dụng để chống lại sự sợ hãi của bóng tối.

Hội chứng sợ bóng tối, có tên khoa học là Nyctophobia, là nỗi sợ hãi hoặc ám ảnh phổ biến ở trẻ em với những mức độ khác nhau. Hội chứng này cũng xuất hiện ở một số người lớn. Giáo sư Thomas Ollendick - chuyên gia tâm lý học, giám đốc Trung tâm Nghiên cứu Trẻ em Virginia (Mỹ) cho biết: "Trẻ em thường tin vào những thứ chúng tưởng tượng ra trong bóng tối, như bị bắt cóc, bị lấy mất đồ chơi...".Những sự sợ hãi này sẽ khiến trẻ cảm thấy lo lắng và dần phát triển thành chứng sợ hãi. Nếu không được điều trị, chứng sợ bóng tối vẫn tồn tại khi trẻ lớn lên.

## Nỗi sợ bóng tối
Sợ bóng tối thường không phải là nỗi sợ hãi do bóng tối, mà là một nỗi sợ hãi về những nguy hiểm có thể xảy ra hoặc bị che giấu trong bóng tối do trí tưởng tượng của người mắc phải. Một số mức độ sợ hãi của bóng tối xuất phát từ tự nhiên, đặc biệt trong giai đoạn phát triển của trẻ. Hầu hết các nhà nghiên cứu đều báo cáo rằng nỗi sợ bóng tối hiếm khi xuất hiện ở trẻ em trong khoảng 2 tuổi. Khi sợ bóng tối đạt đến mức độ đủ nghiêm trọng để được coi là bệnh lý, nỗi sợ hãi này được gọi là  scotophobia (từ σκότος - "bóng tối"), hoặc lygophobia (từ λυγή - "chạng vạng"), nghĩa là hội chứng sợ bóng tối.
Một số nhà nghiên cứu, bắt đầu là Sigmund Freud, xem xét sự sợ hãi bóng tối là một biểu hiện của rối loạn lo âu khi ở một mình trong bóng tối.

Một lý thuyết thay thế đã được đặt ra trong những năm 1960, khi các nhà khoa học tiến hành các thí nghiệm trong việc tìm kiếm các phân tử chịu trách nhiệm về trí nhớ. Trong một thí nghiệm, chuột, thường là động vật ăn đêm, đã được  cho vào điều kiện để sợ bóng tối và xuất hiện một chất gọi là "scotophobin" được cho là được chiết xuất từ não của chuột; chất này được có trách nhiệm ghi nhớ nỗi sợ bóng tối. Những phát hiện này sau đó đã bị quên lãng.

## Hội chứng sợ bóng tối
Hội chứng sợ bóng tối là một ám ảnh đặc trưng bởi nỗi sợ hãi những nơi tối tăm. Nó được kích hoạt bởi sự nhận thức bị biến dạng của não về điều gì sẽ xảy ra, hoặc có thể xảy ra khi trong không gian bao trùm bóng tối. Biểu hiện của hội chứng có thể được tạm thời kích hoạt nếu tâm trí không ổn định hoặc sợ hãi về các sự kiện hay các ý tưởng gần đây, hoặc tham gia vào nội dung mà não xem là mối đe dọa (ví dụ có thể bao gồm nội dung kinh dị, chứng kiến hành vi thô tục hoặc không gian đầy bóng tối hoặc những ý tưởng làm phiền tâm trí). Thông thường, vì con người không thường xuyên hoạt động về đêm, con người thường thận trọng hơn hoặc cảnh giác vào ban đêm nhiều hơn trong ban ngày, vì bóng tối là một môi trường rất khác biệt. Hội chứng sợ bóng tối tạo ra các triệu chứng khác với bản năng bình thường, chẳng hạn như khó thở, toát mồ hôi, buồn nôn, khô miệng, cảm thấy mệt mỏi, run rẩy, tim đập nhanh, không nói được hoặc suy nghĩ rõ ràng hoặc cảm giác tách rời khỏi thực tế và cái chết. Hội chứng sợ bóng tối có thể gây tổn hại nghiêm trọng về mặt thể chất và tinh thần nếu các triệu chứng này không được điều trị sớm. Có rất nhiều loại liệu pháp để giúp chữa trị hội chứng sợ bóng tối. Liệu pháp phơi nhiễm có thể rất hiệu quả khi phơi bày người mắc hội chứng đối mặt với bóng tối. Với phương pháp này, một nhà trị liệu có thể giúp các bệnh nhân bằng các phương pháp thư giãn như ngồi thiền. Một dạng trị liệu khác là trị liệu hành vi nhận thức. Bác sĩ trị liệu có thể giúp hướng dẫn bệnh nhân hình thành các thói quen hành vi được thực hiện hàng ngày và hàng đêm để giảm các triệu chứng liên quan đến hội chứng sợ bóng tối. Trong những trường hợp nặng, thuốc chống trầm cảm và thuốc chống lo âu có thể có hiệu quả đối với những người có triệu chứng không thể kiểm soát được nếu các liệu pháp trên không thể làm giảm các triệu chứng của người mắc hội chứng sợ bóng tối.
Mặc dù hội chứng này khá phổ biến, sự nghiên cứu về nguyên nhân của hội chứng này không hề đủ. Hội chứng sợ bóng tối thường được quan sát thấy ở trẻ em nhưng, theo bài báo của J. Adrian Williams có tựa đề "Điều trị thôi miên gián tiếp của Hội chứng sợ bóng tối: Báo cáo tình huống", nhiều phòng khám với bệnh nhân nhi có cơ hội lớn có người lớn mắc hội chứng sợ bóng tối. Cùng một bài viết nói rằng "ám ảnh bóng tối đã được biết đến cực kỳ gây rối cho bệnh nhân người lớn và...họ cảm thấy bất lực".

Từ nyctophobia xuất phát từ tiếng Hy Lạp νυκτός, nyktos, genitive của νύξ, nyx, "night"  và φόβος, phobos, "fear". Sự sợ hãi của bóng tối hoặc ban đêm có một số thuật ngữ không lâm sàng - lygophobia, scotophobia và achluophobia.